# هيروان
هيروان هي قرية في مقاطعة سراب، إيران. عدد سكان هذه القرية هو 617 في سنة 2006.